# All You Need Is Cash
All You Need Is Cash eller The Rutles (originaltitel: The Rutles: All You Need Is Cash) är en brittisk film från 1978 av och med Eric Idle. Filmen är uppbyggd som en mockumentär om det ökända bandet Rutles från Liverpool.

## Handling
Man får följa en reporter i hans arbete att gräva fram sanningen bakom myten. På hans resa får vi möta både platser och personer vars vägar korsats med The Rutles.

## Om filmen
Filmen är en hejdlös parodi på The Beatles karriär. Musiken till filmen skrevs av Eric Idle tillsammans med Neil Innes och varje låt kan härledas till en eller flera Beatlesoriginal. Sålunda blir "Penny Lane" till "Doubleback Alley" och "Help!" heter "Ouch!" i The Rutles version.
The Rutles skapades av Idle och Innes för en sketch i TV-programmet Rutland Weekend Television 1975. Filmen kom till efter att Idle hade visat sketchen för gruppen bakom Saturday Night Live. Många av skådespelarna i filmen kom från Saturday Night Live eller (som Idle) från Monty Python.

## Rollista (urval)
- Eric Idle - Dirk McQuickly/reporter
- John Halsey - Barry Wom
- Ricky Fataar - Stig O'Hara
- Neil Innes - Ron Nasty
- Michael Palin - Eric Manchester
- George Harrison - reporter
- Bianca Jagger - Martini McQuickly
- John Belushi - Ron Decline
- Dan Aykroyd - Brian Thigh
- Gilda Radner - Emily Pules
- Bill Murray - discjockey
- Ron Wood - Hells Angels-medlem
- Lorne Michaels - försäljare
- David Frost - sig själv
- Mick Jagger - sig själv
- Paul Simon - sig själv